# Дорога в Сен-Реми с женской фигурой
«Дорога в Сен-Реми с женской фигурой» (англ. A Road at Saint-Remy with Female Figure) — картина Ван Гога, написанная художником в 1889 году в Сен-Реми-де-Прованс. Находится в Художественном музее Ничидо в Касаме (Касама, Япония).

## История
В мае 1889 года Ван Гог добровольно поступил в приют Сен-Поль под Сен-Реми-де-Прованс (Франция). Там художник имел доступ к соседней палате, которую он использовал в качестве своей студии. Первоначально он был ограничен непосредственно территорией больницы для душевнобольных и рисовал мир, который он видел из своей комнаты: покрытые плющём деревья, сирень и ирисы в саду. Он мог также видеть близлежащее пшеничное поле, предмет многих его картин в Сен-Реми Когда он выходил за стены больницы, он рисовал пшеничные поля, оливковые рощи и кипарисы в окрестностях, которые он рассматривал как «типичные для Прованса». В течение года он написал около 150 полотен.
Винсент Ван Гог написал полотно «Дорога в Сен-Реми с женской фигурой» во время своего пребывания в больнице для душевнобольных Сен-Поль в Сен-Реми-де-Прованс в 1889 году. Отличительный стиль живописи более поздних работ Ван Гога очень очевиден в этой картине, так как дорога, растительность и небо все отрисованы его толстым характерные мазки.

## Описание
На картине изображена женщина, идущая к дому в конце небольшой дороги в Сен-Реми во Франции. Обочина дороги покрыта зелёно-жёлтой растительностью, показывающий осенний ветреный день. Существует некоторый контраст между ветреной жёлтой и зелёной растительностью, доминирующей над женской фигурой, и открытым голубым небом над её головой. Цвета картины сияют под ослепительными лучами солнца, а возрождённый дух художника впечатляет зрителя его энергичными мазками. 